# Vertrauen ist gut, Kontrolle ist besser!
„Vertrauen ist gut, Kontrolle ist besser!“ ist eine Redewendung, die dem russischen Politiker Lenin zugeschrieben wird. Sie will besagen, man soll sich nur auf das verlassen, was man nachgeprüft hat. Der Ausspruch ist in seinen Werken nicht vorhanden und kann deshalb auch nicht belegt werden. Der Spruch beruht auf dem russischen Sprichwort Dowerjaj, no prowerjaj (доверяй, но проверяй – auf Deutsch „Vertraue, aber prüfe nach“), das Lenin gemocht haben soll.